# 王正宗
王正宗（1483年—？），字適夫，錦衣衛官籍順天府固安縣（今河北省固安縣）人，明朝政治人物。

## 生平
順天府鄉試第二十三名舉人。正德十二年（1517年）丁丑科會試第九名，第三甲第六十二名進士。刑部观政，授浙江臨安縣知縣，嘉靖元年（1522年）選福建道監察御史，謫州判，陞山西介休知縣，汾州知州，調陝西寧羌州知州，陞壽府左長史。

## 家族
曾祖父王從義；祖父王智，贈百戶；父親王澍，曾任百戶。母齊氏。永感下。兄继宗，百户。